# Simirinch
Simirinch (pl. =Simirinches) ime jednoj skupini Piro Indijanaca, porodica arawak, naseljenih uz rijeku Ucayali u Peruu; druga je Chontaquiro koji ime dobivaju po crnoj boji iz korijenja chonte, + quiros =zubi.
Njihovo glavno naselje je Santa Rosa de los Piros, gdje je otac Manuel Plaza 1815. utemeljio glavnu i posljednju misiju za Pirose pod imenom Santa Rosa de Lima de los Piros.